# Pachycoccyx audeberti
Pachycoccyx audeberti là một loài chim trong họ Cuculidae.